# Izumi Yamada
Izumi Yamada (jap. 山田 いずみ, Yamada Izumi; * 28. August 1978 in Sapporo) ist eine ehemalige japanische Skispringerin.

## Werdegang
Yamada begann mit sechs Jahren mit dem Skispringen und wurde 2002 ins Nationalteam berufen. 2003 begann sie ihre internationale Karriere bei FIS-Springen. Dabei konnte sie bis 2004 mehrfach unter die besten zehn springen. Am 8. Februar 2005 gab Yamada in Schönwald im Schwarzwald ihr Debüt im Skisprung-Continental-Cup. Dabei sprang sie mit Platz 16 gleich in die Punkteränge. Bereits in ihrem zweiten Springen vier Tage später in Baiersbronn gelang ihr mit dem siebenten Platz der Sprung unter die besten zehn. Am 2. März 2006 gelang ihr mit dem dritten Platz in Zao erstmals der Sprung aufs Podest. Auch in der Saison 2006/07 sprang sie regelmäßig auf vordere Platzierungen und erreichte am Ende den 10. Platz in der Continental-Cup-Punkte. Am 17. August 2008 gewann Yamada in Bischofshofen ihr erstes und einziges Continental-Cup-Springen. Bei der Nordischen Skiweltmeisterschaft 2009 in Liberec erreichte sie von der Normalschanze den 25. Platz. Nach der Saison 2008/09 beendete sie ihre aktive Skisprungkarriere.